# Teresa Franchini
Teresa Franchini (Torre Pedrera, 19 settembre 1877 – Santarcangelo di Romagna, 11 agosto 1972) è stata un'attrice italiana.
Durante la sua carriera fu attrice teatrale e cinematografica e insegnante di recitazione.

## Biografia
Iniziò la sua carriera nel teatro, dove, affrontò la fase di apprendistato sotto i vigili  insegnamenti di Luigi Rasi, entrò, in seguito, in alcune fra le più importanti e prestigiose compagnie italiane dell'epoca, come ad esempio quella di Virgilio Talli.
Nel 1899 Luigi Rasi mise in piedi la Compagnia dei Comici Affezionati per creare una piattaforma per il suo debutto, ma quando Eleonora Duse chiese a Rasi di portare con lei la compagnia in una tournée nell'Europa centro-orientale, Teresa Franchini venne messa all'angolo in quanto considerata poco pronta per calcare le scene.
Tuttavia, dopo la tournée dusiana, Franchini si fece conoscere per la sua bravura: tra le sue recite più apprezzate, vi fu sicuramente la doppia interpretazione, dapprima nella parte di Candia e poi in quella di Mila, nella tragedia dannunziana La figlia di Iorio. In questa occasione sostituì, in un primo tempo Giacinta Pezzana e successivamente Irma Gramatica. La sua recitazione fu accolta con i favori della critica e del pubblico. Nel 1905 fu scritturata, ancora una volta, per una tragedia dannunziana come La fiaccola sotto il moggio, nella quale interpretò magistralmente la figura di Gigliola. In seguito partecipò ad altre opere teatrali dannunziane.
Nel 1924, insieme a Tullio Carminati, formò il Teatro degli Italiani a Roma ideato da Lucio d'Ambra.
Mise al servizio dei più giovani tutta la sua esperienza, tutta la sua tecnica e la sua mirabile dizione, dedicandosi ad una fruttuosa attività di insegnamento e di recitazione.
Nel 1935 debuttò nel mondo cinematografico nel film di Guido Brignone Lorenzino de' Medici.
Attrice duttile, seppe recitare in film di genere drammatico così come nelle commedie, nei film storici come in quelli biografici, al fianco di attori del calibro di Andrea Checchi, Achille Togliani, Arturo Bragaglia, Gabriele Ferzetti, Luisa Ferida, Sergio Tofano, Paolo Stoppa, Paola Borboni.
Continuò ad esercitare una duplice attività, come caratterista nel mondo del cinema e come insegnante nel Centro sperimentale di cinematografia.
Nel dopoguerra interpretò ancora molte parti in pellicole melodrammatiche e popolaresche, dirette soprattutto da Raffaello Matarazzo, alcune delle quali a fianco di Amedeo Nazzari e Yvonne Sanson focalizzando e caratterizzando figure ritagliate per le sue doti recitative.
Recitò anche in sceneggiati televisivi fino agli anni cinquanta inoltrati.

## Filmografia

### Cinema
- Lorenzino de' Medici, regia di Guido Brignone (1935)
- Via delle Cinque Lune, regia di Luigi Chiarini (1942)
- La bella addormentata, regia di Luigi Chiarini (1942)
- Anime in tumulto, regia di Giulio Del Torre (1942)
- Finalmente sì, regia di László Kish (1943)
- Rita da Cascia, regia di Antonio Leonviola (1943)
- Catene, regia di Raffaello Matarazzo (1949)
- Tormento, regia di Raffaello Matarazzo (1950)
- I figli di nessuno, regia di Raffaello Matarazzo (1951)
- Chi è senza peccato..., regia di Raffaello Matarazzo (1952)
- Gli uomini non guardano il cielo, regia di Umberto Scarpelli (1952)
- Il tenente Giorgio, regia di Raffaello Matarazzo (1952)
- Spartaco, regia di Riccardo Freda (1953)
- Noi peccatori, regia di Guido Brignone (1953)
- Giuseppe Verdi, regia di Raffaello Matarazzo (1953)
- Vortice, regia di Raffaello Matarazzo (1954)
- Torna!, regia di Raffaello Matarazzo (1954)
- Disonorata (senza colpa), regia di Giorgio Walter Chili (1954)
- Guai ai vinti, regia di Raffaello Matarazzo (1954)

### Televisione
- Così è (se vi pare), regia di Mario Landi, 15 gennaio 1954.
- Il decorato O’Flaherty, regia di Alessandro Brissoni, 16 giugno 1954.
- Tra vestiti che ballano, regia di Claudio Fino, 27 maggio 1955.
- Con loro, regia di Alberto Gagliardelli, 13 aprile 1956.
- Viaggio verso l’ignoto, regia di Daniele D'Anza, 29 marzo 1957.
- Il copriteiera, regia di Luigi Di Gianni, 30 dicembre 1957.
- La Pisana, regia di Giacomo Vaccari, 23 e 30 ottobre 1960.

## Radio
- Peer Gynt, di Henrik Ibsen, regia di Alberto Casella, 2 febbraio 1954.
- Verso Damasco, di August Strindberg, regia di Umberto Benedetto, 16 aprile 1954.
- Così è (se vi pare), di Luigi Pirandello, regia di Umberto Benedetto, 23 novembre 1954.
- Serata d'onore della suocera, regia di Alberto Casella, 2 gennaio 1956.
- Pane vivo, di François Mauriac, regia di Alberto Casella, 20 marzo 1956.
- Il romanzo di Lina Cavalieri, testo e regia di Alberto Casella, 14 maggio 1956.
- L'ultima stanza, di Graham Greene, regia di Orazio Costa, 21 dicembre 1956.
- Che disgrazia l'ingegno!, di Aleksandr Griboedov, regia di Corrado Pavolini, 29 luglio 1958.
- Il miracolo della noia, di Renato Mainardi, regia di Pietro Masserano Taricco, 30 luglio 1958.
- L'allegra centenariia, di Michael Brett, regia di Dante Raiteri, 11 febbraio 1959.

### Doppiatrici
- Lola Braccini in Catene, Tormento, I figli di nessuno, Torna!
- Giovanna Scotto in Noi peccatori